# Liste des œuvres d'art de Saint-Nazaire
Pour un article plus général, voir Liste des œuvres d'art de la Loire-Atlantique.
Cet article vise à recenser les œuvres d'art en accès public présentées dans la ville de Saint-Nazaire située dans le département français de la Loire-Atlantique et la région des Pays de la Loire.

## Liste
Les œuvres sont classées par ordre chronologique d'installation, dans la mesure des informations disponibles.

### Sculptures
| Œuvre                         | Auteur           | Localisation                               | Notes                | Installation | Coordonnées                        | Illustration    |
| ----------------------------- | ---------------- | ------------------------------------------ | -------------------- | ------------ | ---------------------------------- | --------------- |
| Les Javelots de Saint-Nazaire | Peter Logan      | Sur la plage de Villès-Martin              | Sculpture cinétique. | 1992         | 47° 15′ 32″ nord, 2° 13′ 23″ ouest | Image manquante |
| À l'abolition de l'esclavage  | Jean-Claude Mayo | Ancien embarcadère du bac de Mindin        |                      | 1998         | 47° 16′ 23″ nord, 2° 11′ 49″ ouest | Image manquante |
| Monsieur Hulot                | Emmanuel Debarre | Rue Commandant-Charcot, Saint-Marc-sur-Mer |                      | 1999         | 47° 14′ 17″ nord, 2° 16′ 49″ ouest | Image manquante |
| Le Voyage de la sirène        | Federica Matta   | Sur la place de l'Amérique-Latine          |                      | 2001         | 47° 16′ 33″ nord, 2° 12′ 17″ ouest | Image manquante |

### Monuments aux morts
| Œuvre                                             | Auteur                      | Localisation                     | Notes                                                                | Installation | Coordonnées                        | Illustration       |
| ------------------------------------------------- | --------------------------- | -------------------------------- | -------------------------------------------------------------------- | ------------ | ---------------------------------- | ------------------ |
| Monument américain (Saint-Nazaire)                | Gertrude Vanderbilt Whitney | Sur la plage du Grand-Traict     | L'original de 1926 est détruit en 1941 par les autorités allemandes. | 1989         | 47° 16′ 05″ nord, 2° 12′ 50″ ouest | Monument américain |
| Colombe de la paix                                | Jean-Paul Moscovino         | Boulevard du Président-Wilson    |                                                                      | 1995         | 47° 16′ 16″ nord, 2° 12′ 25″ ouest | Colombe de la paix |
| Monument commémoratif du RMS Lancastria           | À déterminer                | Sur la place du Commando         | Commémore les victimes du naufrage du RMS Lancastria.                | À déterminer | 47° 16′ 17″ nord, 2° 12′ 18″ ouest | Image manquante    |
| Monument aux morts de l'Immaculée                 | À déterminer                | Rue Philibert-Delorme            |                                                                      | À déterminer | 47° 16′ 58″ nord, 2° 15′ 41″ ouest | Image manquante    |
| Stèle des Martyrs                                 | À déterminer                | À déterminer                     |                                                                      | À déterminer | 47° 16′ 23″ nord, 2° 12′ 44″ ouest | Image manquante    |
| Les Otages                                        | Jules Paressant             | Devant l'école d'arts plastiques |                                                                      | 1991         | 47° 16′ 21″ nord, 2° 12′ 43″ ouest | Image manquante    |
| Monument commémoratif du raid britannique de 1942 | À déterminer                | Sur la place du Commando         |                                                                      | À déterminer | 47° 16′ 17″ nord, 2° 12′ 18″ ouest | Image manquante    |
| Monument aux morts de Saint-Marc-sur-Mer          | À déterminer                | Dans le cimetière                |                                                                      | À déterminer | 47° 14′ 29″ nord, 2° 16′ 49″ ouest | Image manquante    |

### Fontaines
| Œuvre    | Auteur           | Localisation                | Notes | Installation | Coordonnées                        | Illustration    |
| -------- | ---------------- | --------------------------- | ----- | ------------ | ---------------------------------- | --------------- |
| Fontaine | Gustave Tiffoche | Dans le square Louis-Aragon |       | 1980         | 47° 16′ 47″ nord, 2° 13′ 02″ ouest | Image manquante |

### Œuvres disparues ou retirées
| Œuvre                     | Auteur         | Localisation                    | Notes | Installation | Coordonnées    | Illustration    |
| ------------------------- | -------------- | ------------------------------- | --- | ------------ | -------------- | --------------- |
| Buste de Fernand Gasnier, | Georges Bareau | Autrefois au Jardin des Plantes | Représentait Fernand Gasnier. Fondu sous le régime de Vichy, dans le cadre de la mobilisation des métaux non ferreux. Le piédestal, en pierre, a disparu. | 1912         | à géolocaliser | Image manquante |

### Œuvres diverses
| Œuvre                         | Auteur                                                   | Localisation                                          | Notes                                                         | Installation | Coordonnées                        | Illustration           |
| ----------------------------- | -------------------------------------------------------- | ----------------------------------------------------- | ------------------------------------------------------------- | ------------ | ---------------------------------- | ---------------------- |
| Cadran solaire                | Pierre Bourriaud                                         | Base sous-marine (toit)                               |                                                               | 2001         | 47° 16′ 34″ nord, 2° 12′ 11″ ouest | Image manquante        |
| Le Jardin du tiers paysage    | Gilles Clément                                           | Base sous-marine (toit)                               |                                                               | 2009-2012    | 47° 16′ 36″ nord, 2° 12′ 08″ ouest | Image manquante        |
| Radôme                        |                                                          | Base sous-marine (toit)                               |                                                               | 2007         | 47° 16′ 30″ nord, 2° 12′ 12″ ouest | Image manquante        |
| Scène de construction navale  | Paul Colin                                               | Église Sainte-Anne (façade)                           | Mosaïques.                                                    | 1957         | 47° 16′ 42″ nord, 2° 13′ 36″ ouest | Image manquante        |
| Suite de triangles            | Felice Varini                                            | Port, terrasse de l'écluse fortifiée                  | Peinture murale, anamorphose.                                 | 2007         | 47° 16′ 31″ nord, 2° 11′ 54″ ouest | Suite de triangles     |
| Table d'orientation de Tintin | Jérôme Besseau                                           | Port, quai des Marées                                 | Table d'orientation.                                          | 2011         | 47° 16′ 17″ nord, 2° 11′ 55″ ouest | Image manquante        |
| Tintin à Saint-Nazaire        | Association Les Sept Soleils à partir de l'œuvre d'Hergé | Avenue de la République, peu avant le pont de la gare | Ensemble de six panneaux agrandis des Sept Boules de cristal. | 1995         | 47° 17′ 14″ nord, 2° 12′ 36″ ouest | Image manquante        |
| Tintin à Saint-Nazaire        | Association Les Sept Soleils à partir de l'œuvre d'Hergé | Angle rues des Chantiers et de Trignac                |                                                               | 1996         | 47° 17′ 29″ nord, 2° 11′ 39″ ouest | Image manquante        |
| Tintin à Saint-Nazaire        | Association Les Sept Soleils à partir de l'œuvre d'Hergé | Port (quai oblique)                                   |                                                               | 1996         | 47° 16′ 47″ nord, 2° 11′ 59″ ouest | Image manquante        |
| Tintin à Saint-Nazaire        | Association Les Sept Soleils à partir de l'œuvre d'Hergé | Base sous-marine (alvéole 10)                         |                                                               | 2003         | 47° 16′ 37″ nord, 2° 12′ 11″ ouest | Tintin à Saint-Nazaire |
| Tintin à Saint-Nazaire        | Association Les Sept Soleils à partir de l'œuvre d'Hergé | Base sous-marine (alvéole 12)                         |                                                               | 2003         | 47° 16′ 32″ nord, 2° 12′ 12″ ouest | Image manquante        |
| Tintin à Saint-Nazaire        | Association Les Sept Soleils à partir de l'œuvre d'Hergé | Boulevard René-Coty, quai du Commerce                 |                                                               | 2004         | 47° 16′ 23″ nord, 2° 12′ 12″ ouest | Tintin à Saint-Nazaire |